# بوروویتسا (استان کرجالی)
بوروویتسا (به بلغاری: Borovitsa) یک منطقهٔ مسکونی در بلغارستان است که در شهرستان آردینو واقع شده‌است.
 بوروویتسا ۱۲٫۶۶۷ کیلومتر مربع مساحت و ۲۹۷ نفر جمعیت دارد.